# Hagiosynodos kirchenpaueri
Hagiosynodos kirchenpaueri är en mossdjursart som först beskrevs av Heller 1867.  Hagiosynodos kirchenpaueri ingår i släktet Hagiosynodos och familjen Cheiloporinidae. Utöver nominatformen finns också underarten H. k. tregoubovii.